# Hillersleben

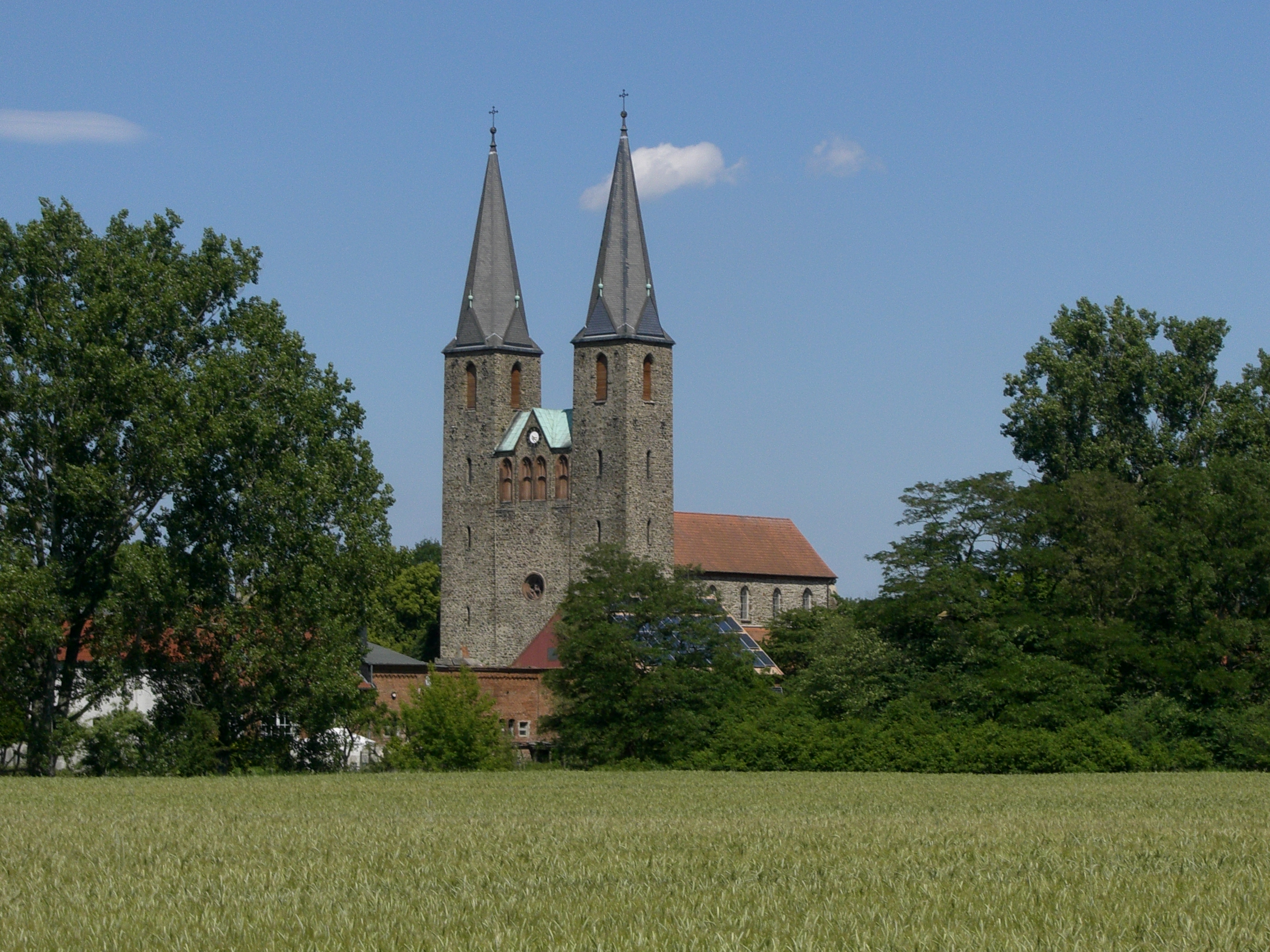
Église de l'ancien couvent de Hillersleben

Hillersleben est un village et une ancienne municipalité située dans l'arrondissement de Börde en Saxe-Anhalt, en Allemagne.
Depuis 2010, il est rattaché à Westheide.